# Martie 1980
Acest articol este generat integral pe baza informațiilor din articolul 1980 și este actualizat periodic de un robot.
 Editările făcute în articol vor fi șterse la următoarea actualizare! Dacă doriți să faceți modificări, editați articolul-sursă.

ianuarie -
februarie -
martie -
aprilie -
mai -
iunie -
iulie -
august -
septembrie -
octombrie -
noiembrie -
decembrie
Martie 1980 a fost a treia lună a anului și a început într-o zi de sâmbătă.

## Evenimente
- 18 martie: Explozia unui rezervor a provocat moartea a 50 de tehnicieni la cosmodromul Plesetsk din Rusia. Incidentul a fost dat publicității în 1989.
- 21 martie: Președintele american Jimmy Carter anunță că SUA vor boicota Jocurile Olimpice de vară de la Moscova.
- 24 martie: Óscar Romero, arhiepiscop de San Salvador, opozant al dictaturii militare, este ucis în timpul unei slujbe religioase. Asasinatul marchează începutul războiului civil în El Salvador.

## Nașteri
- 1 martie: Gennaro Bracigliano, fotbalist francez (portar)
- 2 martie: Lance Cade, wrestler american (d. 2010)
- 4 martie: Silvana Bayer, actriță germană
- 4 martie: Rohan Bopanna, jucător de tenis indian
- 5 martie: Mariya Yamada, actriță japoneză
- 6 martie: Emilson Sanchez Cribari, fotbalist brazilian
- 6 martie: Yeliz Özel, fotbalistă turcă
- 6 martie: Rodrigo Ferrante Taddei, fotbalist brazilian
- 7 martie: Murat Boz, cântăreț turc
- 7 martie: Laura Prepon, actriță americană
- 8 martie: Lavinia Wilson, actriță germană
- 9 martie: Matthew Gray Gubler, actor american
- 10 martie: Florin Lucian Cernat, fotbalist român
- 12 martie: Césinha (Carlos César dos Santos), fotbalist brazilian (atacant)
- 12 martie: Jérémie N'Jock, fotbalist camerunez (atacant)
- 13 martie: Lucian Iulian Sănmărtean, fotbalist român
- 13 martie: Kim Nam-Gil, actor sud-coreean
- 13 martie: Lucian Sănmărtean, fotbalist român
- 14 martie: Érik Boisse, scrimer francez
- 15 martie: Cristian Măcelaru, violonist și dirijor român
- 16 martie: Ovidiu Nicușor Burcă, fotbalist român
- 18 martie: Sébastien Frey (Sébastien Jacques André Frey), fotbalist francez (portar)
- 20 martie: Marcos Roberto Nascimento da Silva (aka Marcos Tamandaré), fotbalist brazilian
- 20 martie: Marcos Roberto Nascimento da Silva, fotbalist brazilian
- 21 martie: Ronaldinho (n. Ronaldo de Assis Moreira), fotbalist brazilian (atacant)
- 22 martie: Shannon Bex, muziciană americană
- 25 martie: Katrin Ritt, actriță austriacă
- 29 martie: Natalia Avelon, actriță germană
- 30 martie: Katrine Lunde, handbalistă norvegiană
- 30 martie: Mihai Tararache, politician român
- 30 martie: Paula Ungureanu, handbalistă română
- 31 martie: Oleg Țulea, politician din R. Moldova

## Decese
Virgil Alexandru Dragalina, ofițer de marină român și scriitor (n. 1890)
Friedrich Hecht, 76 ani, chimist austriac (n. 1903)
William Kroll, 79 ani, muzician american (n. 1901)
Eugeniu Ștefănescu-Est, poet, caricaturist român (n. 1881)
Erich Fromm (Erich Seligmann Fromm), 79 ani, psiholog german (n. 1900)
Tamara de Lempicka (n. Tamara Gorska), 81 ani, pictoriță poloneză (n. 1898)
Șerban C. Solacolu, 74 ani, chimist român (n. 1905)
Ioan D. Chirescu (Ioan Dumitru Chirescu), 91 ani, compozitor român (n. 1889)